# Жълтоклюна рибарка
Жълтоклюна рибарка (Thalasseus bergii) е вид птица от семейство Чайкови (Laridae). Видът е незастрашен от изчезване.

## Разпространение
Разпространен е в Австралия, Бахрейн, Бангладеш, Британска индоокеанска територия, Бруней Даруссалам, Камбоджа, Китай, Острови Кук, Джибути, Египет, Еритрея, Фиджи, Френска Полинезия, Гуам, Индия, Индонезия, Иран, Ирак, Израел, Япония, Кения, Кирибати, Кувейт, Мадагаскар, Малайзия, Малдивите, Маршалови острови, Мавриций, Майот, Микронезия, Мозамбик, Мианмар, Намибия, Нова Каледония, Северни Мариански острови, Оман, Пакистан, Палау, Папуа Нова Гвинея, Филипини, Катар, Саудитска Арабия, Сейшелски острови, Сингапур, Соломоновите острови, Сомалия, Южна Африка, Шри Ланка, Судан, Тайван, Танзания, Тайланд, Източен Тимор, Тонга, Тувалу, Обединените арабски емирства, Вануату, Виетнам, Уолис и Футуна и Йемен.